# أوثر بندراغون
أوثر بندراغون أو باللغة الويلزية (أوثر بندراغون) هو الملك الأسطوري لفرع بريطانيا-الرومانية، وهو والد الملك آرثر.
تظهر بعض الإشارات الطفيفة في الويلزية القديمة قصائد الأدب الويلزية في القرون الوسطى عن الملك أوثر، ولكن أول سيرة لحياته كتبت بواسطة جيفري مونماوث في كتابه (تاريخ ملوك بريطانيا)-(تاريخ ملوك بريطانيا)، وكانت رواية جيفري تأخذ بالحسبان أن الشخصية كانت تستخدم في معظم الإصدارات الأحدث.
كان إلى حداَ ما شخصية غامضة في جميع كافة الأدبيات، ولكنه يوصف بأنه ملك قوي ومدافعا عن الشعب. وفقاَ لاسطورة الملك آرثر، أوثر، من خلال الظروف وبمساعدة من مرلين، قام بمخادعة زوجة عدوه اللدود الدوق كورنوول، الدوقة إغراين أو إيغرنا بتحويل شكل أوثر
إلى شبيه الدوق لينام معها ودخل إلى إغراين وحملت منه في تلك الليلة بآرثر. وبالتالي آرثر، «ملك المستقبل الوحيد،» وهو طفل غير شرعي (على الرغم من أن اسطورة في وقت لاحق تأكد على أن الحمل حدث بعد وفاة كورنوول ولذلك كان إبنه الشرعي وقيل أنه عن طريق زواج أوثر لاحقاً من إغراين).ويتكرر موضوع الحمل الغير شرعي في أبوة آرثر من أبنه موردرد بواسطة أخته غير الشقيقة مورغان في نثر الرومانسيات في وقت لاحق. هو نفسه موردرد الذي في نهاية المطاف سوف يجرح الملك آرثر جرحا قاتلا في معركة كاملان.

## لقبه
لقب أوثر بندراغون يعني حرفياً «رئيس التنين»، ولكن بالمعنى المجازي، «القائد الأعلى» أو «قائد المحاربين». كان الاسم يساء تفسيره من قبل جيفري مونماوث في كتابه "Historia " ليعني «رأس التنين»، وأسِئْ تفسيره مرة أخرى في كتاب كأس لانسلوت ليعني «التنين المشنوق».[بحاجة لمصدر] وفقاً لجيفري والأعمال المستندة على روايته، اكتسب أوثر لقبه عندما شهد تنين عجيب على شكل مذنب، والذي ألهمه لاستخدام التنين شعاراً على علمه.ووفقاً لرواية كأس لانسلوت، كان الأخ الأكبر لأوثر (وقد سمي في أماكن أخرى باسم أمبروسيوس أوريليانوس) هو الذي رأى المذنب ونال اسم «بندراغون»، وقد حصل أوثر على اللقب بعد وفاته قالب:بحاجة لمصدر..

## المسلسلات والأفلام
في مسلسل ميرلين على شبكة بي بي سي، لعب دور أوثر، الممثل أنتوني هيد الذي كان يمنع ممارسة السحر في كاميلوت ويذبح السحرة. وأكتشف أن زوجته كانت غير قادرة على الحمل وبالتالي فإن الساحرة سيدة البحيرة ساعدت في حمل آرثر. مع ذلك وللحفاظ على التوازن في العالم كلما وجدت حياة فإن حياة أخرى يجب أن تُأخذ، لذلك فإن زوجة أوثر ماتت مما تسبب بغضب أوثر ضد جميع السحرة. وتبين لاحقاً أن  مرجانة  هي أبنته الغير شرعية. وفي الموسم 4، أصيب بجروح خلال محاولة الاغتيال التي تعرض لها آرثر. وحاول ميرلين أن يعالجه ونظراً لتدخل مورغان فإن التعويذة قتلته بدلاً من ذلك.
وفي مسلسل كاميلوت أصيب أوثر بتسمم من قبل أبنته مورغان ولكنها في هذا المسلسل هي أبنته الشرعية، ولكن قد تم إرسالها إلى الدير بعد أن تزوج من إغراين.